# Georgia King
Georgia King, född 18 november 1986 i Edinburgh, Skottland, är en skotsk skådespelare.

## Filmografi

### TV
- 2006 – Jane Eyre, Rosamond Oliver i avsnitt 1.4
- 2007 – The History of Mr Polly, Christabel
- 2007 – The Shadow in the North, Lady Mary
- 2008 – Little Dorrit, Pet Gowan / Pet Meagles, nio avsnitt
- 2009 – Plus One, Astrid i avsnittet "One Love"
- 2009 – Free Agents, Jodie i avsnittet 1.1
- 2009 – Off the Hook, Weird Bloke, tre avsnitt
- 2010 – Agatha Christie's Poirot, Frances Drake i avsnittet "Hallowe'en Party"
- 2010 – Merlin (TV-serie), Princess Elena i avsnittet "The Changeling"
- 2011 – Sugartown, Carmen, tre avsnitt
- 2011 – Felix and Murdo Winnie i avsnittet "Christmas Special"
- 2012 – Sinbad (TV-serie), Roisin i avsnittet "The Siren"
- 2012 – Skins, Clara i avsnittet "Finale"
- 2012 – The New Normal, Goldie

### Film
- 2008 – Wild Child, Harriet
- 2008 – The Duchess, Lady Teazle
- 2009 – The Academy, Khloe
- 2009 – Tormented, 	Sophie
- 2009 – Tanner Hall, Victoria
- 2009 – St. Trinian's II, Juliet
- 2009 – The Academy Part 2: First Impressions, Khloe
- 2010 – Burke and Hare, Emma
- 2011 – Chalet Girl, Jules
- 2011 – One Day, Suki Meadows
- 2012 – Eliminate: Archie Cookson, Lucy
- 2012 – Cockneys vs Zombies, Emma
- 2013 – Austenland, Lady Amelia Heartwright